# Piggy Bank (пісня)
«Piggy Bank» — п'ятий трек з другого студійного альбому американського репера 50 Cent The Massacre. Хоча пісню й не видали синглом, вона посіла 88-му сходинку Billboard Hot 100 через випади в бік Shyne, Келіс, Sheek Louch, Cassidy, Lil' Kim і Nas, Джа Рула, Jadakiss і Fat Joe, котрі працювали з Джа над «New York». Також згадано Тупака Шакура, Jay-Z, Mobb Deep і Майкла Джексона (не в негативному контексті).

## Передісторія
У 2004 Джа Рул випустив «New York», пісню зі своєї успішної платівки R.U.L.E.. Фани хіп-хопу дуже добре сприйняли трек. Пісня стала поверненням репера в гру після падіння популярності внаслідок війни з 50 Cent. У композиції репер непрямо згадує останнього:
You're print distrified, you're no longer desired/So take off them silly chains, put back on your wire/I'm on fire...
Останній рядок є посиланням на «On Fire» Ллойда Бенкса, де Фіфті виконує приспів. Текст також містить тонкий натяк на чутку, нібито 50 Cent був інформатором поліції. Репер імовірно образився й додав до списку ворогів двох запрошених гостей, котрі взяли участь у записі «New York».
50 Cent заявив, що він здебільшого атакував Jadakiss і Fat Joe, які, за його словами, крім цього дису робили непрямі випади на його адресу й у минулому. Як вокальний семпл використано «Сонет Шекспира» (1977) у виконанні російської співачки Алли Пугачової.

### Shyne
50 Cent відвідав Shyne, коли той сидів за ґратами за стрілянину у нью-йоркському клубі, й запросив приєднатися до гурту G-Unit. Shyne відмовився.
Репер уперше потрапив під вогонь Фіфті, коли розпочалися переговори з Джа Рулом щодо підписання контракту з Murder Inc., на той час Shyne перебував у в'язниці. У результаті 50 Cent згадав його на фрістайлі з мікстейпу:
I heard Irv trying to sign Shyne so I don't have no love for him, tell him 50 said he's soft, he won't shoot up the club again.
Зміст фрістайлу дійшов до Shyne. У буцегарні репер записав через телефон фрістайл, де погрожував вирішити суперечку насильницьким способом. Саме через це 50 Cent задисив Shyne на «Piggy Bank».

### Nas
У 2003 в реп-індустрії поширювалися чутки, що Nas веде переговори з Ірвом Ґотті про підписання контракту з Murder Inc. Хоча інформація виявилася неправдивою, це не сприяло зміцненню стосунків між Nas і 50 Cent. Спочатку обоє навіть співпрацювали, Nas узяв участь у записі 2 пісень з компіляції Guess Who's Back? (2002).
Існує думка, що ворожнеча була спричинена заміною 50 Cent на Nas для реміксу пісні Дженніфер Лопес «I'm Gonna Be Alright». Це трапилось після того, як у репера стріляли.
На безкоштовному концерті у Централ-Парк, Нью-Йорк, Nas висловив свою думку щодо музики репера: «Це справжнє нью-йоркське лайно, а не фейкове лайно 50 Cent!» Однак пізніше Nas сказав, що він поважає творчість виконавця. Nas відповів на «Piggy Bank» композицією «MC Burial (Don't Body Ya Self)».

## Згадані виконавці

### Джа Рул
50 Cent глузує з Джа Рула, змінивши рядок «I got a hundred guns, a hundred clips, nigga, I'm from New York» з приспіву його треку «New York» на «Got a hundred guns, a hundred clips, why don't I hear no shots?»

### Lil' Kim
«Freak bitch look like Kim before the surgery/Its an emergency, a Michael Jackson see/Looked at a picture and said she looks like me» — у другому куплеті 50 Cent згадує про пластичні операції Lil' Kim.

### Fat Joe
«That fat nigga thought „Lean Back“ was „In da Club“, My shit sold 11 mill, his shit was a dud» — у першому куплеті репер говорить, що сингл Fat Joe «Lean Back» не на одному рівні з його хітом «In da Club». Згадано Get Rich or Die Tryin', який розійшовся накладом в 11 млн, значно більше за альбоми Fat Joe.

### Jadakiss
«Jada don't fuck wit' me if you wanna eat/I'll do yo lil ass like Jay did Mobb Deep/Yeah homie, in New York, niggas like your vocals/But that's only New York dawg, your ass is local» — посилання на відомий дис Jay-Z «Takeover» на Prodigy з Mobb Deep і Nas. Mobb Deep пізніше стали підписантами G-Unit Records.

### Shyne
«Shyne poppin' off his mouth from a cell/He don't want it with me, he in PC/I can have a nigga run up on him with a shank/For just a few pennies out my piggy bank»

### Келіс і Nas
«Kelis said her milkshake brings all the boys to the yard/Then Nas went and tattooed the bitch on his arm» — у другому куплеті Фіфті говорить про окремок Келіс «Milkshake» і татуювання з нею на руці Nas.

## Відеокліп
У кліпі використано комп'ютерну анімацію. Fat Joe схожий на King Hippo з відеогри Mike Tyson's Punch-Out!!, з ним боксує 50 Cent, пізніше репера розчавлює Mercedes-Benz. Після цього 50 Cent б'ється з Jadakiss, котрий має вигляд Черепашки Ніндзя. Nas у костюмі Супермена біжить за вантажівкою з морозивом з написом «Milkshake», безуспішно намагаючись наздогнати її. У в'язниці показано Shyne. Відео зняли після того, як The Game виключили зі складу G-Unit. Попри позитивні коментарі в самій композиції, у відеокліпі його зображено як містера Картопляна голова.
Cassidy також не згадано у пісні. У кліпі його показано як молодого хлопчика в рожевому гуді з написом «I'm a hustla», його б'є дитина на станції метро. Cassidy відповів відео «B-Boy Stance», де 50 Cent зображено стриптизером у тісній чорній білизні з написом «B-Unit» ззаду.
Наприкінці можна побачити пародію на бет-сигнал Бетмена, стилізовану літеру G. Це є посиланням на «Gatman and Robbin», пісню, яка на The Massacre йде відразу після «Piggy Bank».

## Чартові позиції
| Чарт (2005)              | Найвища позиція |
| ------------------------ | --------------- |
| US Billboard Hot 100     | 88              |
| US Hot R&B/Hip-Hop Songs | 64              |